# Li Po Chun College
Das Li Po Chun United World College of Hong Kong (chinesisch 香港李寶椿聯合世界書院 / 香港李宝椿联合世界书院, Pinyin Xiānggǎng Lǐ Bǎochūn Liánhé Shìjiè Shūyuàn, Jyutping Honeng1gong2 Lei5 Bou2ceon1 Lyun4hap6 Sai3gaai3 Syu1jyun2, kurz LPCUWC) ist eins der 18 United World Colleges (UWC), einer Gruppe von Schulen, die durch internationale Bildung und soziales Engagement zu Toleranz und sozialer Verantwortung erziehen.
Das Internat wurde 1992 von Sir David Wilson eröffnet. Es liegt in den New Territories in Hongkong, am Rande des Ma On Shan Naturparks (馬鞍山郊野公園 englisch Ma On Shan Country Park) nahe der Ortschaft Shatin. Der Campus mit Blick auf den Starfish Bay (海星灣) am Tolo Harbour (吐露港) besteht aus einem akademischen Gebäude, der Kantine, den Sportplätzen, der Turnhalle und 4 Internatsgebäuden, in denen zirka 256 Schüler aus verschiedenen Ländern zusammen mit den Lehrern und deren Familien leben und lernen.
Die intensiven soziale Dienste und ein breites Angebot an kreativen, sportlichen und kulturellen Arbeitsgemeinschaften sind fester Bestandteil des Lebens am LPCUWC. Ebenso im Mittelpunkt steht die an dem College gelebte Vielfalt: Seit der Gründung 1992 haben hier Schüler aus über 118 Ländern zusammengelebt, ausgesucht ausschließlich nach akademischer und persönlicher Begabung. Ein Großteil der Schülerschaft wird von Teil- oder Vollstipendien unterstützt.

## Aufnahme
Die Schule nimmt Schüler aus etwa 80 Nationen und vielen lokalen Schulen auf. Das Verhältnis beträgt hierbei 40 % Einheimische und 60 % Schüler anderer Nationen. Während die „Übersee“-Schüler von nationalen Komitees ausgewählt werden, werden Schüler aus Hong Kong mit Hilfe von drei Prüfungsrunden vom Home Affairs Bureau ausgewählt.

## Unterricht
Das College nutzt seine Lage als Platz der Begegnung zwischen Ost und West. Es bietet Chinesischkurse unterschiedlichen Niveaus an. Zudem wurde das Fach chinesische Studien, sowie ein Kurs für die chinesische Geschichte und Kultur. Die Schüler erreichten in den letzten Jahren mit durchschnittlich 38 Punkten in den IB-Resultaten eines der höchsten Ergebnisse weltweit. Im Jahr 2007 erreichten 5 Schüler das perfekte Ergebnis von 45 Punkten.
Ende 2007 war das LPC College im Wallstreet Journal eine von nur zwei nichtamerikanischen High Schools innerhalb einer Liste von 50 Schulen, geordnet nach der Anzahl der Schüler, die nach dem Abschluss von einer Universität der Ivy League übernommen wurden.
Die Schüler legen in dem College ein zweijähriges Programm des International Baccalaureate Diploms ab. Dabei belegt der Schüler drei Leistungskurse (Higher Level), drei Grundkurse (Standard Level) und den Kurs „theory of knowledge“. Die angebotenen Kurse lassen sich in sechs Gruppen ordnen:
Gruppe 1Chinesisch A1 (HL, SL), Englisch A1 (HL,SL), Spanisch A1 (HL, SL), Self Taught Language A1 – jede andere Sprache (nur SL)
Gruppe 2Chinesisch A2, Chinesisch B, Chinesisch- ab initio (nur SL), Englisch A2, Englisch B, Französisch B, Französisch – ab initio (nur SL), Spanisch B (sofern es die Schüleranzahl zulässt), Spanisch – ab initio (nur SL)
Gruppe 3Betriebswirtschaftslehre (nur SL), Volkswirtschaftslehre (HL, SL), Chinesische Studien (nur SL), Geschichte (nur HL), Geographie (HL, SL), Politik (nur SL)
Gruppe 4Biologie (HL, SL), Chemie (HL, SL), Physik (HL,SL), Umweltlehre (nur SL)
Gruppe 5Mathematik (HL,SL), praktische Mathematik (nur SL)
Gruppe 6Musik (HL, SL), Theater (HL, SL), bildende Kunst (HL, SL)

## Quan Cai
Um das International Baccalaureate Diplom zu erlangen, muss der Schüler eine bestimmte Stundenanzahl von Arbeitsgemeinschaften vorweisen. Es muss dabei jeweils eine Aktivität aus den Bereichen Kreativität, Sport und sozialem Engagement gewählt werden.
Die Variante in Hong Kong nennt sich Quan Cai (chin. etwa für „umfassende Entwicklung“, 全才,  Quáncái, Jyutping Cyun4coi4 – „vielseitig begabtes Talent; umfassende Begabung“) und beinhaltet zusätzlich zu den drei genannten Bereichen Arbeit auf dem Campus und globale Angelegenheiten.

## Galerie

Li Po Chun College – Umgebung
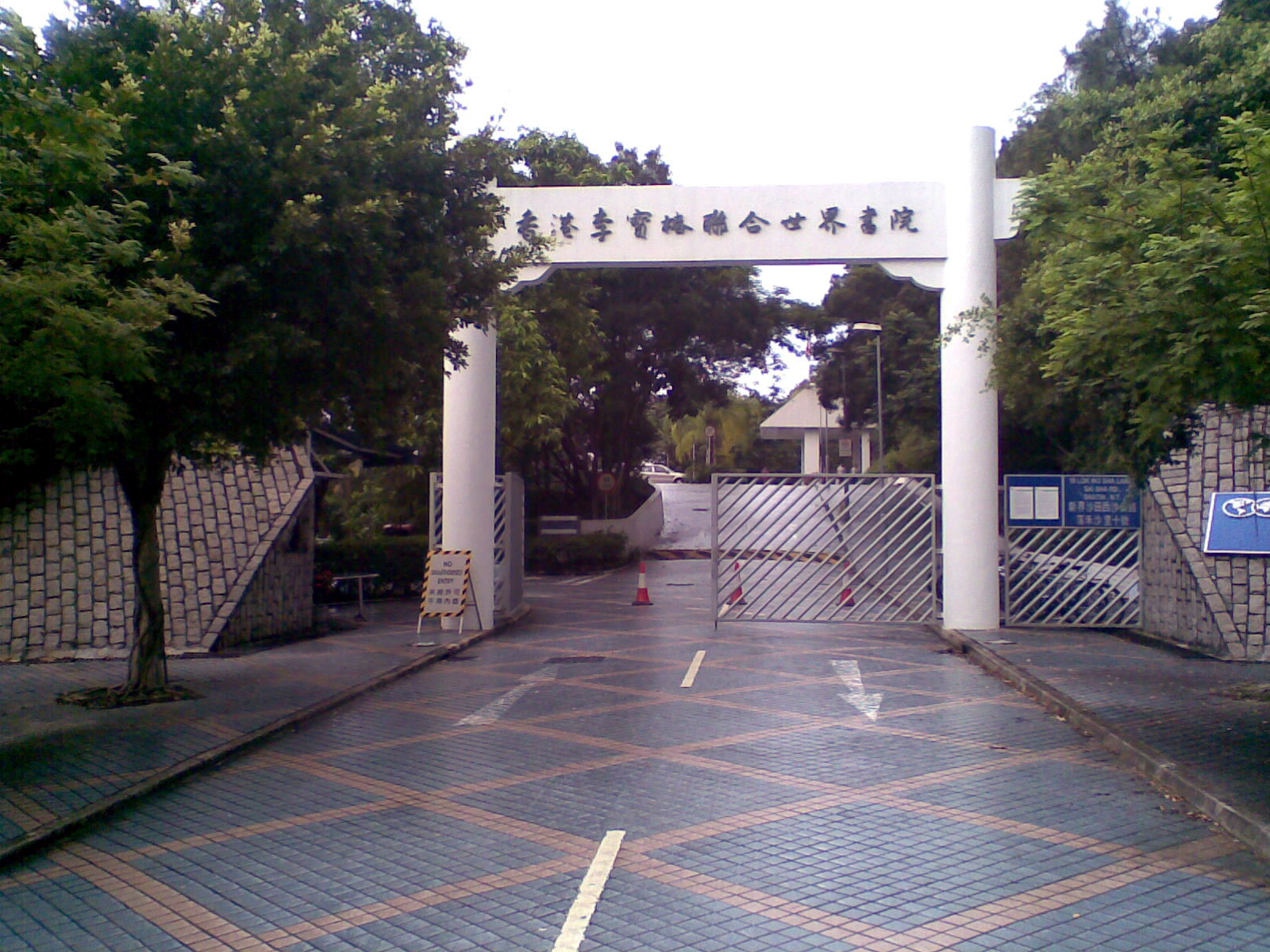
Eingangstor zum Campusgelände der Schule
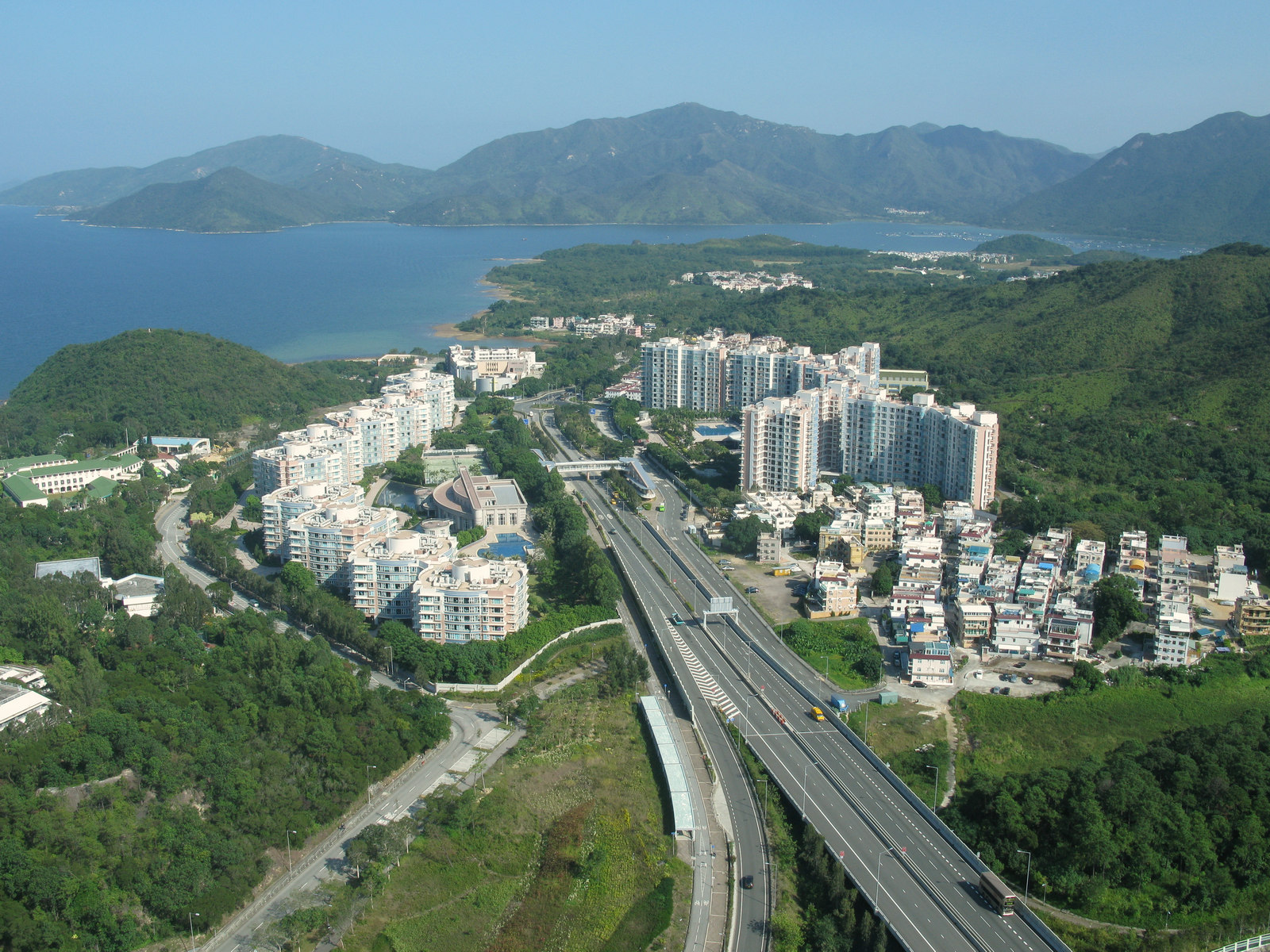
Starfish Bay und Schulcampus (am Rand, links Mitte)
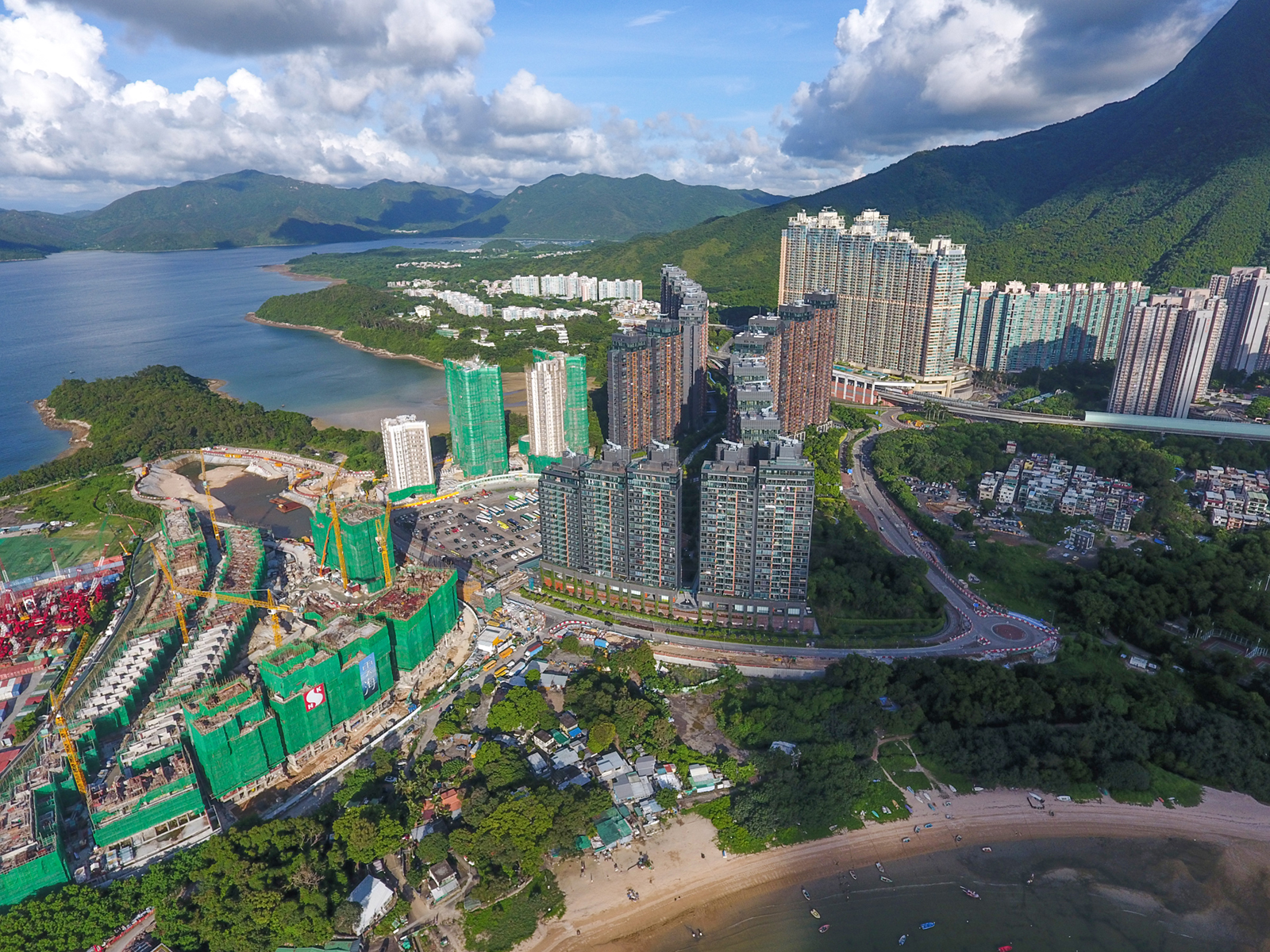
Typische Hochhaussiedlung bei Wu Kai Sha (烏溪沙) nahe der Schule